# Wolf Maync
|  | Dieser Artikel wurde aufgrund von formalen oder inhaltlichen Mängeln in der Qualitätssicherung Biologie im Abschnitt „Biologen“ zur Verbesserung eingetragen. Dies geschieht, um die Qualität der Biologie-Artikel auf ein akzeptables Niveau zu bringen. Bitte hilf mit, diesen Artikel zu verbessern! Artikel, die nicht signifikant verbessert werden, können gegebenenfalls gelöscht werden. Lies dazu auch die näheren Informationen in den Mindestanforderungen an Biologie-Artikel. |

Wolf Wilhelm Maync (* 14. Januar 1911; † 22. Juni 2002) war ein deutscher Geologe und Schweizer Heimatkundler.
Wolf Wilhelm Maync war der Sohn des Germanisten Harry Maync (1874–1947) und der Ida von Steiger. Er war ein Enkel des Berner Stadtpräsidenten und Schweizer Bundeskanzlers Adolf von Steiger und Bruder der Schriftstellerin Susy Langhans-Maync. Maync promovierte 1936 an der Universität Bern bei Paul Arbenz mit der Dissertation Die Grenzschichten von Jura und Kreide in der Titliskette. Er arbeitete ausserhalb der Schweiz für Erdölfirmen und beschrieb verschiedene fossile Foraminiferen, ehe er 1961 nach Bern zog, wo er sich in folgenden Jahren als Heimatkundler mit der Besitzergeschichte von Wohnschlössern, Landsitzen und Patrizierhäusern im Raum der ehemaligen Stadt und Republik Bern befasste.

## Schriften
- Die Grenzschichten von Jura und Kreide in der Titliskette. In: Eclogae Geologicae Helvetiae. Band 31. Basel 1938, doi:10.5169/seals-159814.
- Bernische Wohnschlösser. Ihre Besitzergeschichte, Bern 1979.
- Bernische Campagnen. Ihre Besitzergeschichte, Bern 1980.
- Bernische Patrizierhäuser, Bern 1982.
- Kleine Berner Landsitze. Ihre Besitzergeschichte, Bern 1983.
- Bernische Patriziersitze in welschen Landen, Bern 1985.

## Archiv
- Nachlass Wolf Maync im Katalog der Burgerbibliothek Bern